# Kei Yamana
Kei Yamana (jap. 山名慧 Yamana Kei; ur. 1 lipca 1986) - japońska zapaśniczka w stylu wolnym. Zajęła 18 miejsce w mistrzostwach świata w 2009. Brązowa medalistka mistrzostw Azji w 2007. Druga w Pucharze Świata w 2007; szósta w 2009. Mistrzyni Azji juniorów w latach 2004–2006.